# ジャスールベク・ジャロリディノフ
ジャスールベク・ジャロリディノフ（ウズベク語: Жасурбек Жалолиддинов, Jasurbek Jaloliddinov、2002年5月15日 - ）は、ウズベキスタンのサッカー選手。ウズベキスタン代表。ポジションはFW。
ガーディアン紙のネクスト・ジェネレーション2019に選出された。

## クラブ歴
FCブニョドコルの下部組織出身でトップチームに昇格。2018年8月2日、16歳80日のウズベキスタン・スーパーリーグ史上最年少記録を打ち立てて選手デビュー。2020年に移籍するまでに3得点3アシストの結果を残した。
2020年7月29日に5年契約でロシア・プレミアリーグのFCロコモティフ・モスクワに完全移籍。同年10月13日に同リーグのFKタンボフに期限付き移籍。しかし翌年1月25日にロシア・カップで1試合に途中出場したのみで期限付き移籍を終了すると、翌日にロコモティフ・モスクワと双方合意の上で契約解除した。
2021年3月6日にFKアンディジャンに加入した。
同年7月4日にPFCロコモティフ・タシュケントに完全移籍。

## 代表歴
2020年2月23日に行われたベラルーシ代表との親善試合でウズベキスタン代表初出場を記録した。